# Sumner (Mississipi)
Sumner és una població dels Estats Units a l'estat de Mississipi. Segons el cens del 2000 tenia 407 habitants.

## Demografia
Segons el cens del 2000, Sumner tenia 407 habitants, 148 habitatges, i 105 famílies. La densitat de població era de 280,6 habitants per km².
Dels 148 habitatges en un 31,8% hi vivien nens de menys de 18 anys, en un 47,3% hi vivien parelles casades, en un 20,3% dones solteres, i en un 28,4% no eren unitats familiars. En el 23% dels habitatges hi vivien persones soles el 12,8% de les quals corresponia a persones de 65 anys o més que vivien soles. El nombre mitjà de persones vivint en cada habitatge era de 2,67 i el nombre mitjà de persones que vivien en cada família era de 3,14.
Per edats la població es repartia de la següent manera: un 27,5% tenia menys de 18 anys, un 6,1% entre 18 i 24, un 24,8% entre 25 i 44, un 24,6% de 45 a 60 i un 17% 65 anys o més.
L'edat mediana era de 40 anys. Per cada 100 dones de 18 o més anys hi havia 86,7 homes.
La renda mediana per habitatge era de 25.000 $ i la renda mediana per família de 35.208 $. Els homes tenien una renda mediana de 40.625 $ mentre que les dones 15.000 $. La renda per capita de la població era de 20.056 $. Entorn del 25,2% de les famílies i el 37,2% de la població estaven per davall del llindar de pobresa.

## Poblacions més properes
El següent diagrama mostra les poblacions més properes.